# الماس در گام لامینور
الماس در گام لامینور، فیلم مستندی به کارگردانی حسن صلح‌جو دربارهٔ داریوش مهرجویی است که پاییزِ سالِ ۱۴۰۳ از تلویزیونِ فارسیِ بی‌بی‌سی پخش شد. پخش بخش‌هایی از این مستند یک روز پس از کشته شدن داریوش مهرجویی و همسرش وحیده محمّدی‌فر بازتاب‌های گسترده‌ای در فضای مجازی داشت. در این مستند مهرجویی مواضع مشخصی در قبال تحوّلات اجتماعی و سیاسی در ایران و مشخصاً انقلابِ ۱۳۵۷ و حکومت جمهوری اسلامی اتخاذ کرده‌است.